# Contullich Castle
Contullich Castle ist eine abgegangene Burg ein paar Kilometer nordwestlich der Stadt Alness in der schottischen Council Area Highland. Sie lag im Ostteil der traditionellen Grafschaft Ross-shire.
Die Burg soll mindestens aus dem 11. Jahrhundert gestammt haben. 1379 bestätigte Euphemia, 6. Countess of Ross, die Ländereien von Contullich und die Festung ihrem Vetter Hugh Munro, 9. Baron of Foulis.
Am Anfang des 16. Jahrhunderts erhielt Andrew Munro, 3. of Milntown, viele Ländereien, darunter Contullich und Kildermorie in der Gemeinde Alness. Er wurde Black Andrew of the Seven Castles (deutsch Schwarzer Andreas der sieben Burgen) genannt, weil er auf jedem seiner Anwesen eine Burg hatte, darunter Contullich Castle und Milntown Castle.
In der zweiten Hälfte des 16. Jahrhunderts fielen die Ländereien von Contullich an Hector Munro, 1. of Contullich and Fyrish, den jüngeren Sohn von Robert Munro, 14. Baron of Foulis, und jüngerer Bruder von Robert Mor Munro, 15. Baron of Foulis.
Im 17. Jahrhundert war die Burg Sitz von General Robert Munro von den Munros aus Obsdale, der im Dreißigjährigen Krieg, in den Bischofskriegen und in den irischen Konföderationskriegen kämpfte. 1620 ließ Robert Munro „ein gutes Haus“ in Contullich bauen. Die kleine Burg wurde Ende des 18. Jahrhunderts durch ein Bauernhaus ersetzt.